# Titus Statilius Taurus (consul en 44)
Pour les articles homonymes, voir Titus Statilius Taurus et Titus Statilius Taurus (consul en 11).
Titus Statilius Taurus est un sénateur et un homme politique de l'Empire romain, il est consul en 44.

## Famille
Il est le fils de Titus Statilius Taurus et peut être de son épouse Valeria, son frère est Titus Statilius Taurus Corvinus.

## Biographie
Il nait vers l'an 10.
Il est consul ordinaire en 44 avec pour collègue Caius Sallustius Crispus Passienus. Plus tard, il est proconsul d'Afrique de 51 à 53. Il est accusé par Tarquinius Priscus, un de ses anciens subordonnés durant son gouvernement de province en Afrique, qu'il a fait acte extorsion, mais particulièrement de pratiques superstitieuses et magique contre Agrippine, en dépit de son innocence, il se suicide en résultat de ses accusations en 53.